# Vùng các hồ Willandra
Vùng các hồ Willandra là một Di sản thế giới nằm tại Viễn Tây của New South Wales, Úc. Đây là nơi truyền thống của các bộ lạc thổ dân Muthi Muthi, Nyiampaar và Barkinji. Khu vực rộng 240.000 hécta (590.000 mẫu Anh) được UNESCO công nhận là Di sản thế giới từ năm 1981.
Đây là nơi chứa các đặc điểm tự nhiên và văn hóa quan trọng, trong đó có các mẫu đặc biệt về một nền văn minh nhân loại thời quá khứ, bao gồm cả địa điểm hỏa táng lâu đời nhất thế giới. Một phần nhỏ của khu vực này được bảo vệ bởi Vườn quốc gia Mungo.
Nó cũng được tuyên bố là Di sản Quốc gia Úc vào ngày 21 tháng 5 năm 2007 và Sổ bộ Địa danh New South Wales.

## Mô tả
Các hồ Willandra nằm ở phía tây nam New South Wales. Hệ thống hồ này là phần còn lại của mô hình thoát nước sông Lachlan dài khoảng 150 km và rộng 40 km thường theo hướng bắc-nam từ hồ Mulurulu đến Prungle. Diện tích của nó khoảng 600.000 hecta. Song song với bờ phía đông là những dải cát và đụn cát cao hơn 40 mét so với vùng đồng bằng, trong khi những rãnh nước sâu cắt qua các bờ đá ven hồ. Cảnh quan xung quanh hệ thống là một trong những dải cát thấp chạy song song. Nổi tiếng nhất trong các hồ là Mungo, một hồ nằm ở trung tâm của vùng hồ, cách khoảng 100 km về phía đông bắc của Mildura.
Lòng các hồ khô cạn hỗ trợ môi trường sống của Rau lê và Bạch đàn, trong khi các cồn cát hầu như không có thảm thực vật ngoại trừ số ít cây bạch đàn và cỏ Spinifex.

## Phim
- 2003 - Journey of Man